# Stephanie Heldová-Ludwigová

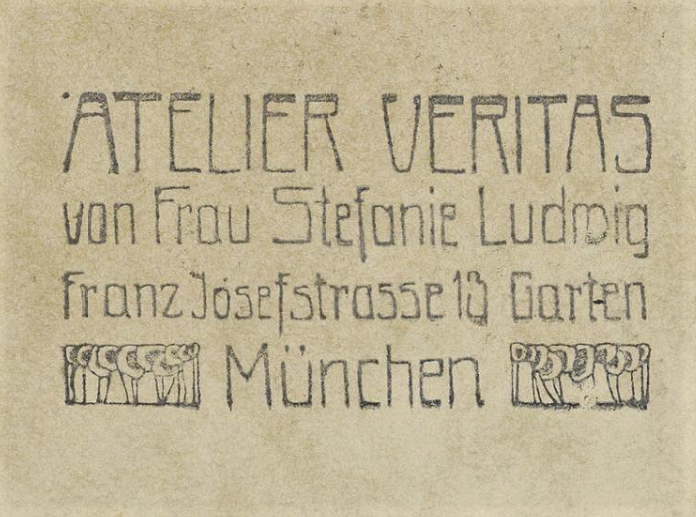
Atelier Veritas, razítko na zadní straně fotografie

Stephanie Pauline Heldová-Ludwigová, roz. Edelsteinová (nepřechýleně Stephanie Pauline Held-Ludwig; 6. prosince 1871 Šiauliai – 16. ledna 1943 Koncentrační tábor Terezín) byla německá fotografka. Udržovala ve své době renomovaný Atelier Veritas v Mnichově.

## Životopis
Stephanie Pauline Edelsteinová byla dcerou Josepha Edelsteina a jeho manželky Sarah, roz. Isaakové. Oba rodiče pracovali jako fotografové. Zatím neexistují žádné zdroje, kdy se rodina přestěhovala do Mnichova nebo kde Stephanie Juwelová dokončila své fotografické učení. Je však logické, že se tomuto řemeslu naučila od svých rodičů.
Dne 29. října 1900 se Stephanie Edelsteinová po zasnoubení provdala za Arthura Ludwiga (1874–1930), lékaře specializovaného na duševní a emoční poruchy. Dne 26. ledna 1902 se jim narodil syn Werner Ralf Lucian. Jeho kmotrem byl reformista a zakladatel Odenwaldské školy Paul Geheeb, se kterým byl pár blízkým přítelem. Alexandra Schöfbergerová ve svých badatelských spisech pojala podezření, že Arthur Ludwig, sám vášnivý amatérský fotograf, byl „velkým zastáncem její fotografie“.
Fotoateliér Veritas byl původně umístěn na adrese Lindwurmstraße 22, v roce 1903 se přestěhoval na Franz-Joseph-Straße 13. Pověst jejího manžela mohla přispět k profesionálnímu úspěchu Stephanie Ludwigové.

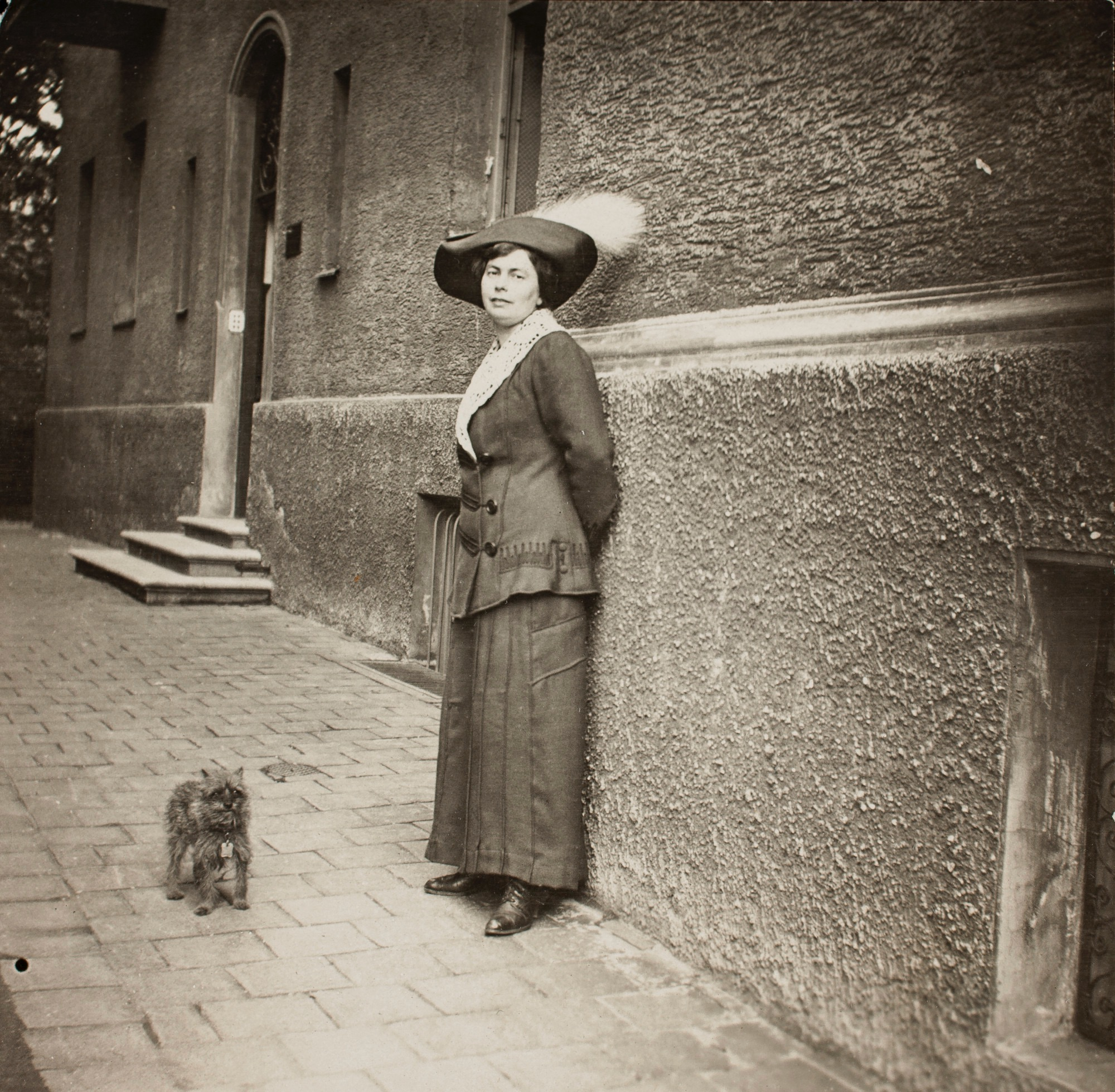
Stephanie Ludwigová: Žena se psem na ulici, kolem roku 1912

Fotografka využila mnoho příležitostí k vystavení svých snímků. Vrcholem její kariéry bylo udělení zlaté medaile za portréty tanečnice Ruth St. Denis na Mezinárodní fotografické výstavě v Drážďanech v roce 1909. Následujícího roku 4. dubna 1910 došlo k rozvodu s Arthurem Ludwigem. Přátelství s ním však zůstalo. O rok později se provdala za spisovatele a pozdějšího zakladatele Monacensie Hanse Ludwiga Helda. I toto manželství skončilo rozvodem.
Mnoho biografických údajů o Stephanii Heldové-Ludwigové stále chybí. Je známo, že Atelier Veritas se v roce 1914 přestěhoval na adresu Leopoldstrasse 44/III. Fotografka tam od roku 1923 také sama bydlela. Také pronajímala pokoje, takže Edgar Weil byl v letech 1928 až 1929 jejím podnájemníkem. Heldová-Ludwigová žila ve Starnbergu od roku 1932 do roku 1936, následovalo další stěhování na Josefstraße 40 v Aubingu, Giselastraße 12/III, Ohmstraße 7 a Dachauer Straße 46/III. Častá změna bydliště pravděpodobně souvisela s pracovními omezeními, která na ni jako na Židovku uvalila nacistická diktatura, až nakonec musela odejít do úplného důchodu.
Dne 22. července 1942 byla deportována do koncentračního tábora Terezín. Zemřela tam 16. ledna 1943 na „tereziánskou nemoc“, která mohla znamenat bakteriální úplavici, tyfus nebo zápal plic.

## Tvorba
Název studia „Veritas“, latinsky „pravda“ byl také programem a myšlenkou ateliéru. Portréty Stephanie Heldové-Ludwigové nebyly o působivých pózách, ale o zachycení toho, co je na člověku pravdivé a opravdové. Umělečtí kritici kvalitu jejích fotografií chválili. V roce 1908 Fritz von Ostini komentoval fotografie Stephanie Ludwigové: „Obrazy mají krásný tón a uměleckou neformálnost a živost, což plně ospravedlňuje hrdé jméno studia – ‚Veritas‘.“ V roce 1911 noviny Münchner Neueste Nachrichten otiskly zprávu: „Nejnápadnějším rysem těchto portrétů je jejich úžasné ztvárnění psychologie a charakteristiky; řada obrazů působí naprosto nápadně.“ V roce 1912 Allgemeine Zeitung uvedl, že fotografie Ludwigové byly „jednoduché portréty, ale tak jemné v pojetí postavy a tak láskyplné ve zpracování, že působila jako umělecká díla“.
Na rozdíl od Ateliéru Elvira byl Atelier Veritas a jeho majitelka na dlouhou dobu téměř zapomenut. Ulrich Pohlmann, vedoucí sbírky fotografií Městského mnichovského muzea, o Stephanii Ludwigové napsal, že byla jednou z mála „emancipovaných žen, jejichž kreativita mohla konkurovat zavedeným mužským kolegům“.

## Fotografie z Atelier Veritas
O dobré pověsti, kterou měl Atelier Veritas, svědčí slavná jména těch, které Stephanie Ludwigová ztvárnila: Karl von Frisch, Max Kruse, Paul Le Seur, Ludwig Thuille, Friedrich Naumann, Oswald Spengler, Georg Kerschensteiner, Johannes Müller, Clotilde od Derp, Lena Christ, Ricarda Huchová, Isolde Kurz, Fanny Moser nebo Hans Thoma. Mnohé z fotografií se však ztratily nebo se dochovaly pouze jako reprodukce.

## Galerie

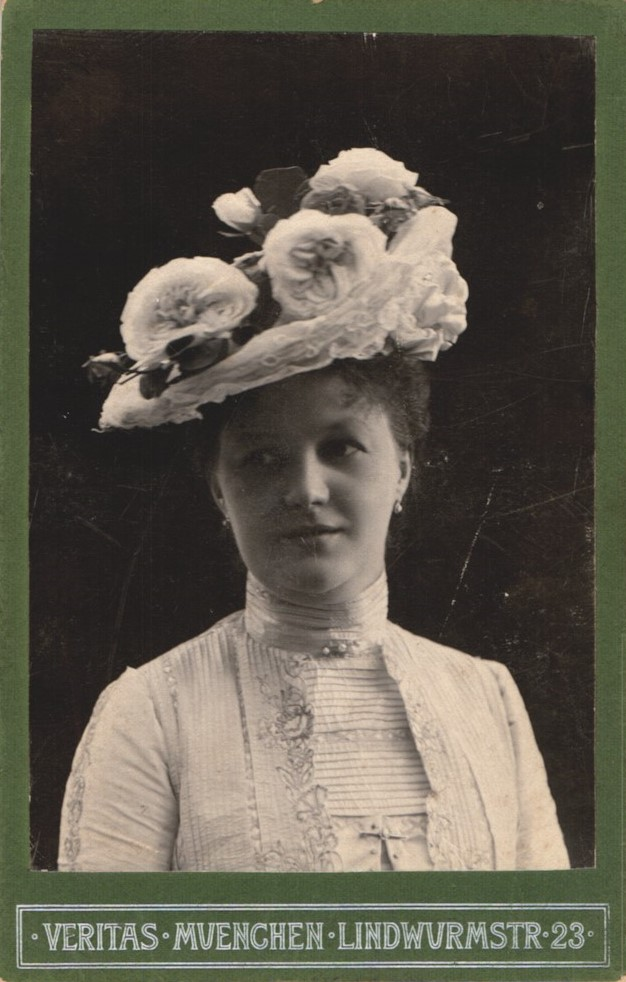
Buržoazní dáma s kloboukem
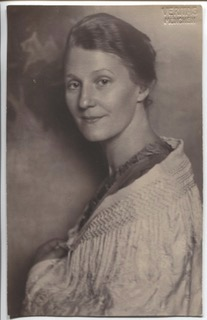
Spisovatelka Lena Christová
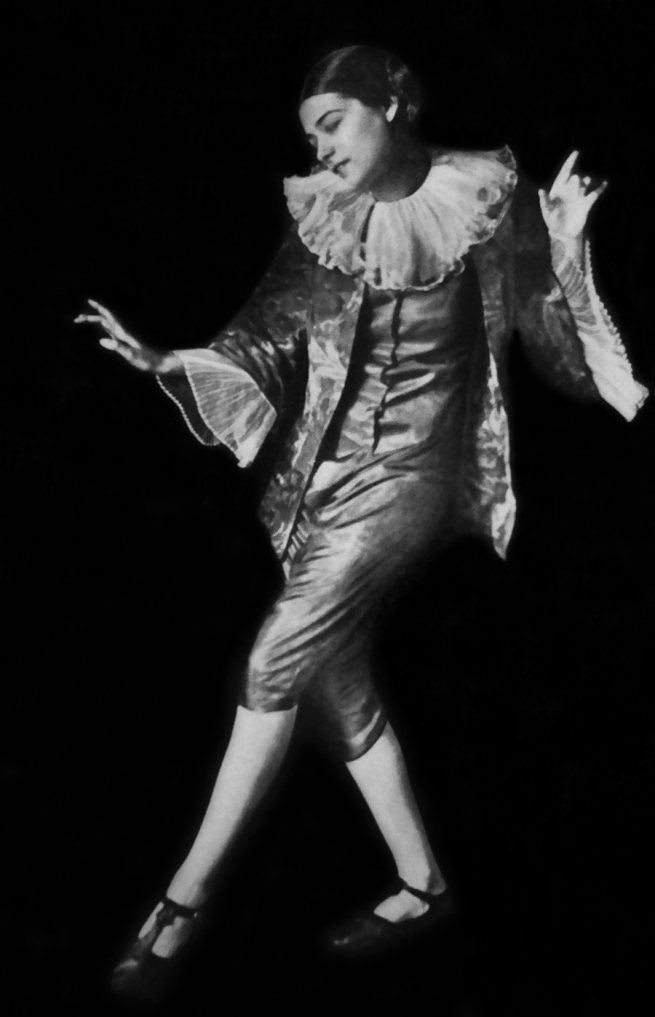
Tanečnice Clotilde von Derp
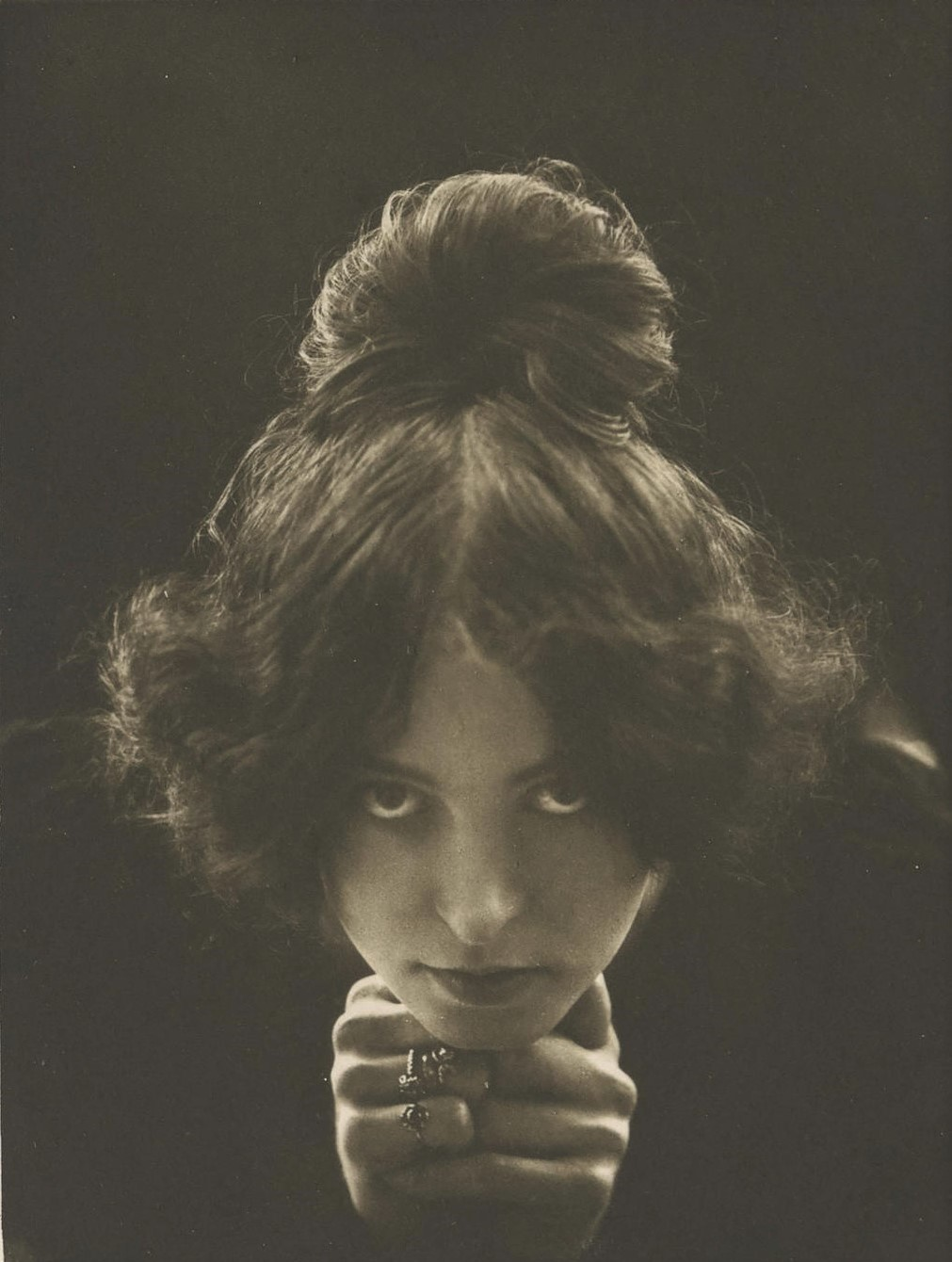
"Kotě", 1901
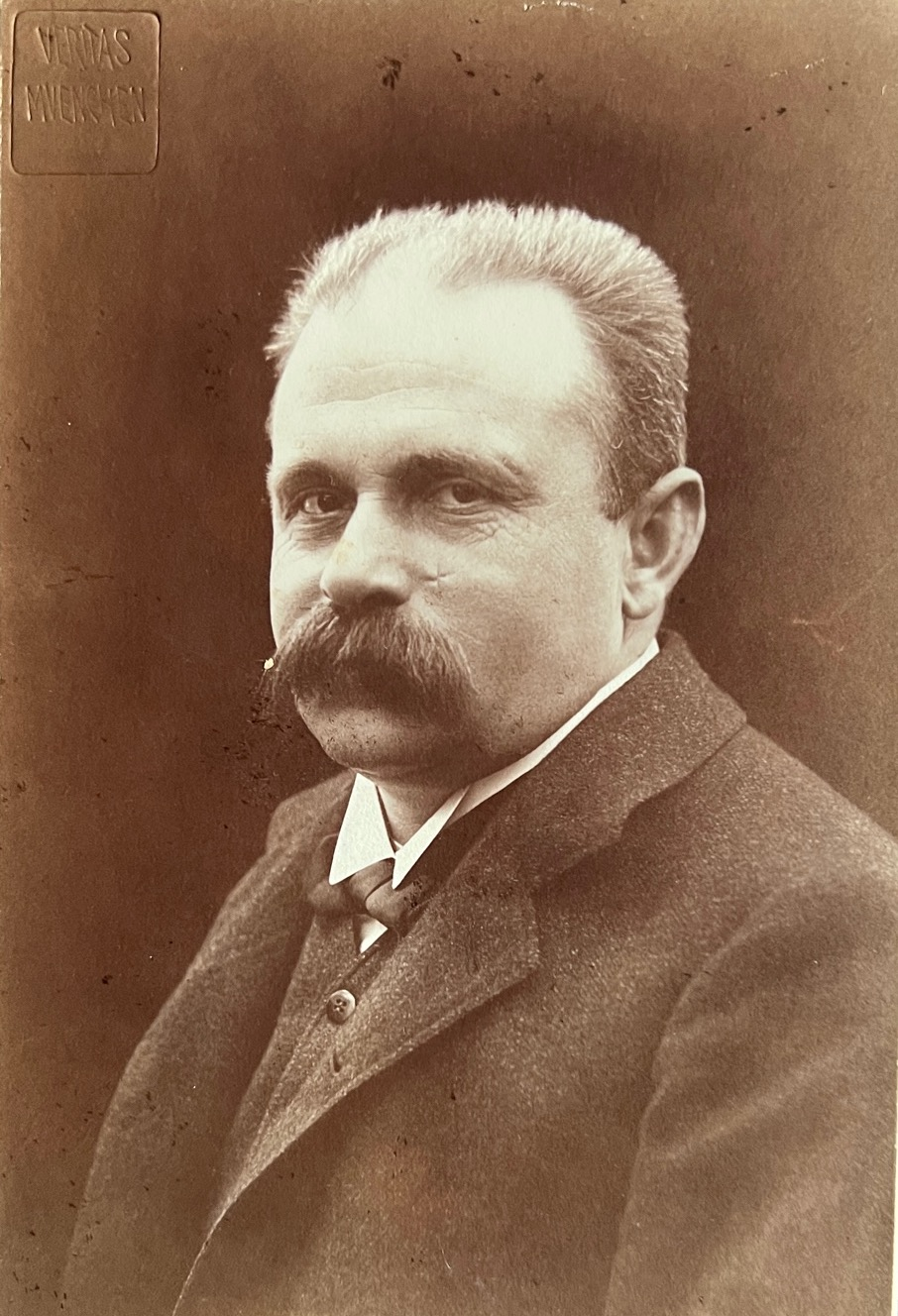
Teolog Johannes Müller
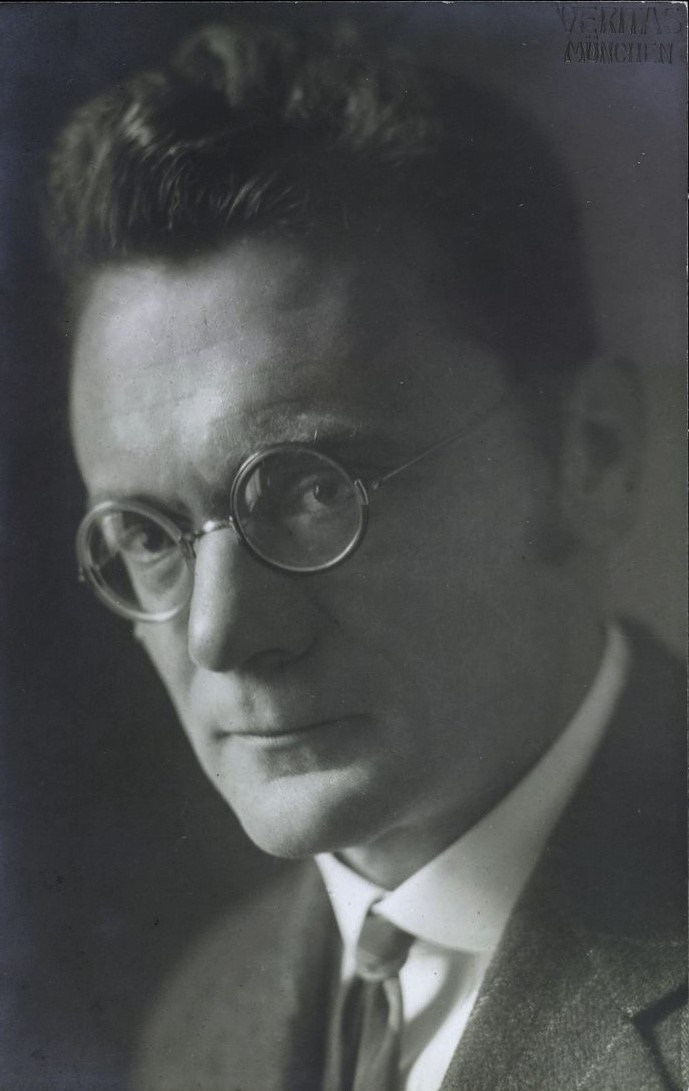
Zoolog Karl von Frisch, asi 1926
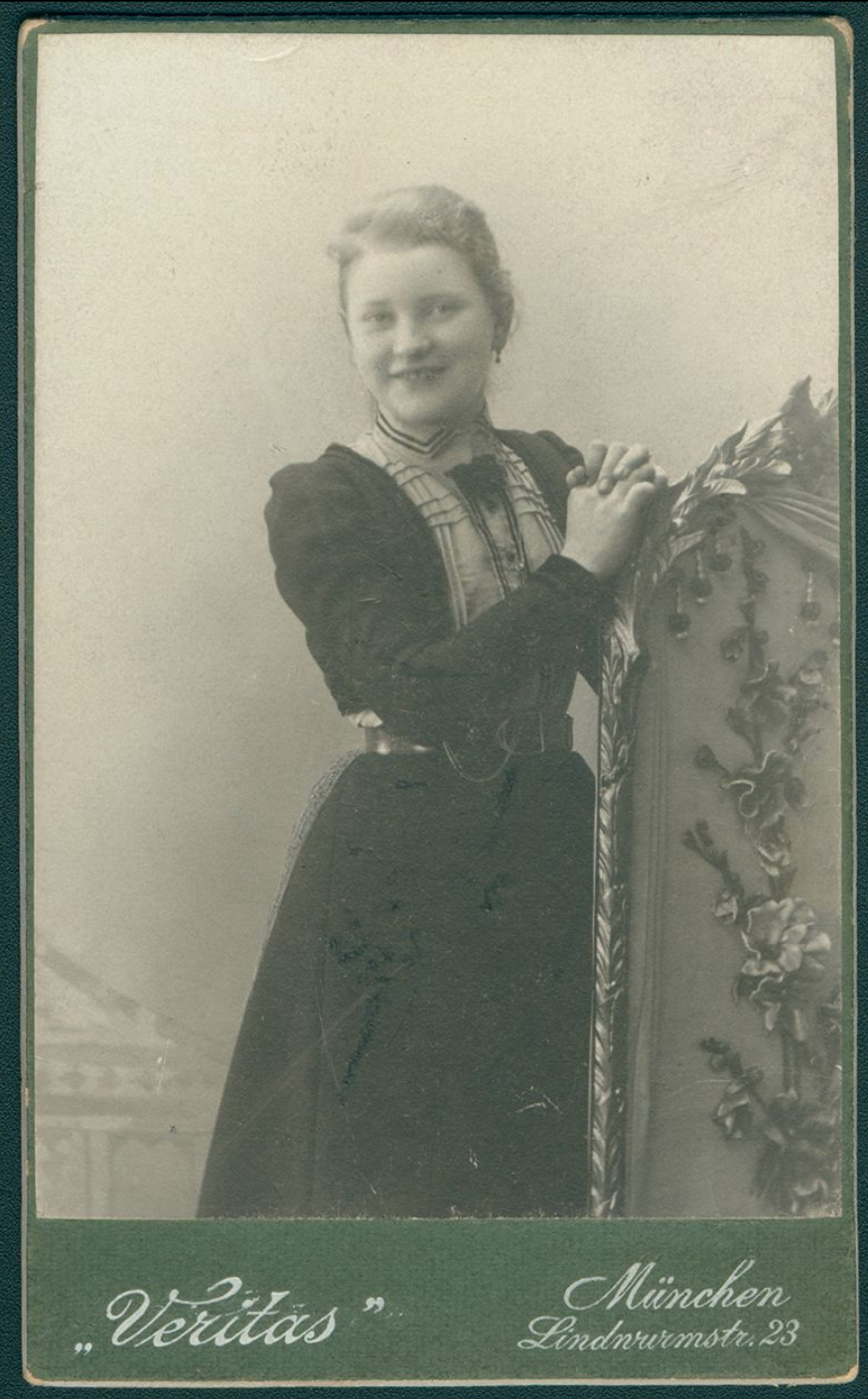
Mladá žena
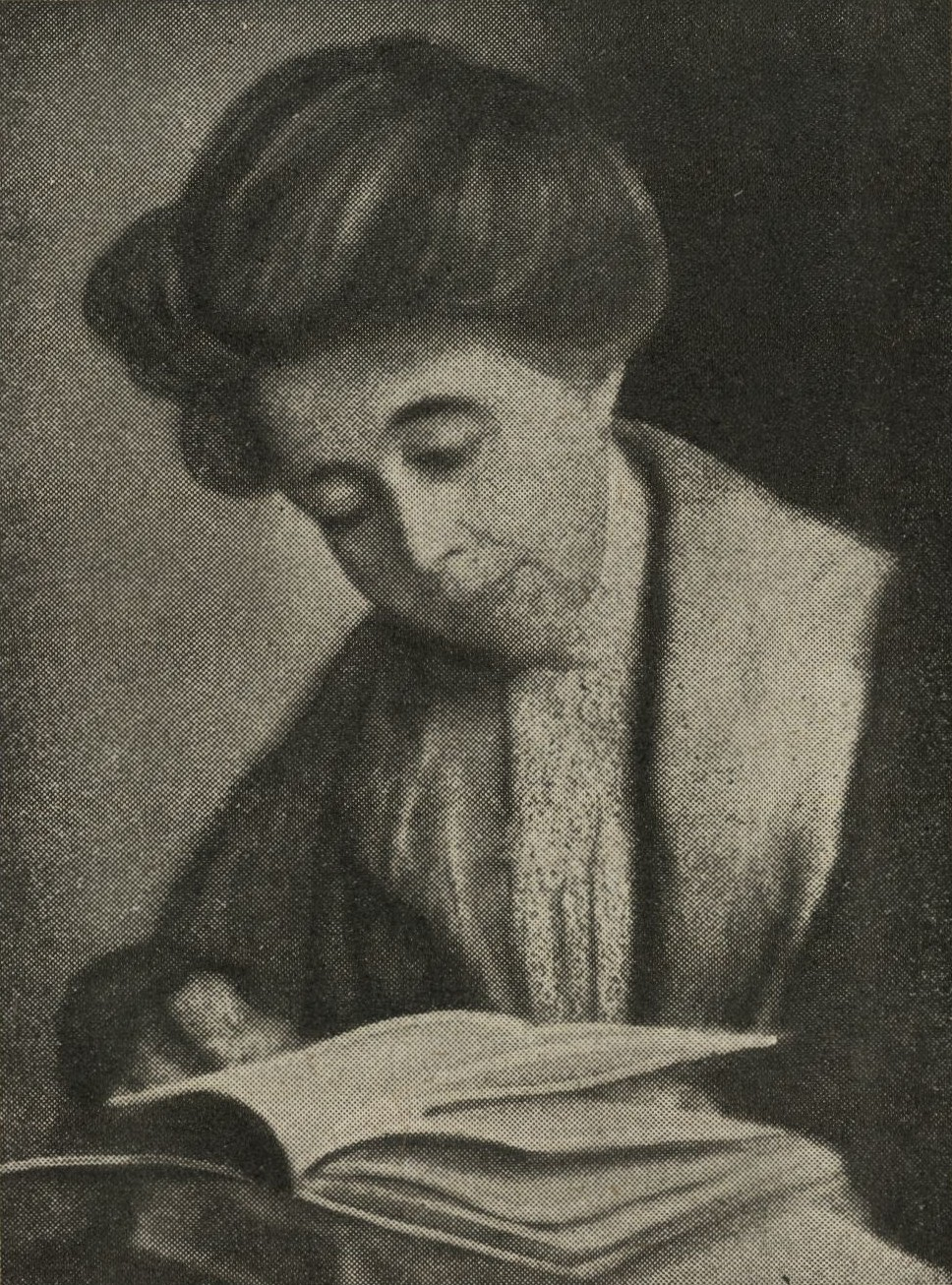
Spisovatelka Ricarda Huchová